# Dripetide

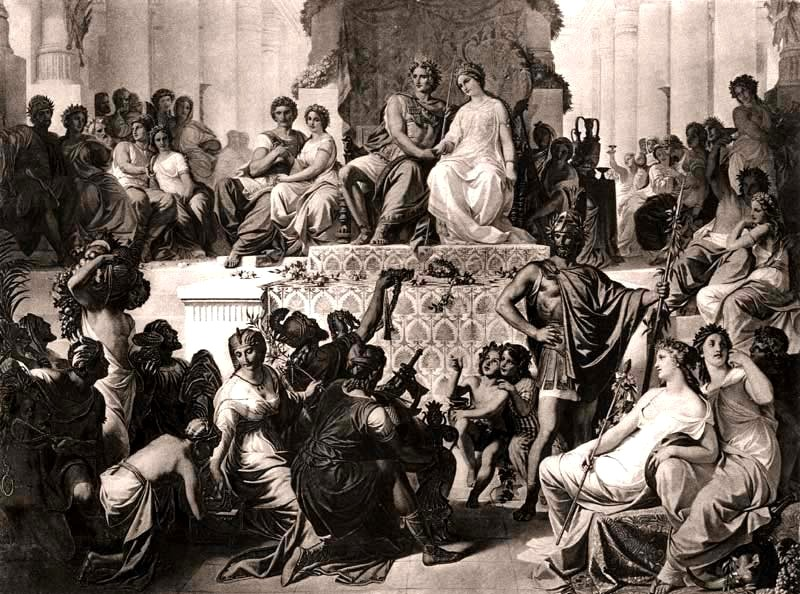
I matrimoni di Susa del 324 a.C., in un'incisione del XIX secolo. La coppia Efestione-Dripetide è rappresentata immediatamente a sinistra di quella principale (Alessandro-Statira)

Dripetide (in greco antico: Δρυπῆτις?, Drypêtis; ... – Susa, 323 a.C.) è stata una principessa persiana della dinastia achemenide, figlia di Dario III di Persia, e moglie del chiliarca Efestione dopo la conquista macedone dell'impero da parte di Alessandro Magno.

## Biografia
Dripetide nacque tra il 350 e il 345 a.C., figlia di Statira I e Dario III di Persia. Quando il padre iniziò una campagna militare contro l'esercito invasore guidato da Alessandro Magno, fu accompagnato da Dripetide, insieme alla madre, alla sorella Statira e alla nonna Sisigambi. A seguito della sconfitta di Isso del 333 a.C., Dario si diede alla fuga, lasciando la sua famiglia alla mercé alle truppe macedoni. Alessandro incontrò personalmente le donne abbandonate da Dario, promettendo anche di provvedere alla dote delle due ragazze.
Sebbene Dario avesse provato ripetutamente a riscattare la sua famiglia, Alessandro la portò con sé fino al 331 a.C., lasciandola poi a Susa, al momento della partenza per l'India, con l'obiettivo di far imparare alle nobildonne il greco.
Dripetide sposò, nel corso dei matrimoni di Susa della primavera del 324 a.C., Efestione, intimo amico, generale e braccio destro ("chiliarca") di Alessandro.  Solo quattro mesi più tardi, però, Efestione morì lasciando Dripetide precocemente vedova. Curzio Rufo ce la dipinge ancora piangente quando, dopo altri otto mesi, anche il Gran re seguì l'amico nella tomba. La matriarca della famiglia Achemenide, Sisigambi, probabilmente soverchiata dalla disperazione per la sorte che vedeva incombere sulle nipoti, si rinchiuse nei suoi alloggiamenti e, in capo a cinque giorni, si lasciò morire di inedia.
Molti storici accettano la versione di Plutarco secondo cui Dripetide fu assassinata immediatamente dopo, nel 323 a.C., insieme alla sorella Statira, dalla prima moglie di Alessandro, Rossane, desiderosa di sbarazzarsi di tutte le possibili rivali nella successione. Secondo la storica Elizabeth Donnelly Carney, invece, Dripetide non rappresentava un vero pericolo per Rossane in quanto non legata direttamente ad Alessandro e quindi non potenzialmente in grado di partorirgli in extremis un erede, e non fu lei ad essere uccisa,  bensì verosimilmente Parisatide II (figlia e sorella dei precedenti imperatori persiani Artaserse III e IV), la quale, pure, pare molto probabile fosse andata sposa ad Alessandro nel corso dei matrimoni di Susa.